# 안상은
안상은(1990년 7월 2일 ~ )는 대한민국의 배우이다.

## 학력
- 단국대학교 졸업

## 출연 작품

### 영화
- 《미드나이트》 (2021년) - 상담원 1 역
- 《살인택시괴담: 야경 챕터2》 (2019년)
- 《퍼펙트맨》 (2019년) - 치과 코디네이터 역
- 《타짜: 원 아이드 잭》 (2019년) - 관광호텔 종업원 역
- 《폐교》 (2019년) - 혜진 역

### 드라마
- 《현재는 아름다워》 (2022년, KBS2) - 별카롱 언니 역
- 《브람스를 좋아하세요?》 (2020년, SBS) - 정다운 역
- 《외출》 (2020년, tvN)
- 《블랙독》 (2019년, tvN) - 장희수 역

### 뮤지컬
- 《앤》
- 《젊음의 행진》
- 《복순이 할배》
- 《그 여름, 동물원》
- 《베어 더 뮤지컬》
- 《파리넬리》
- 《마리아 마리아》
- 《헤이, 자나!》
- 《아이다》
- 《전국노래자랑》
- 《넌센스2》
- 《 이블데드 》
- 《난쟁이들》

### 연극
- 《연애를 부탁해》